# Kościół św. Antoniego Padewskiego w Piechowicach
Kościół Świętego Antoniego Padewskiego – rzymskokatolicki kościół parafialny należący do dekanatu Szklarska Poręba diecezji legnickiej.

## Historia
W dniu 1 listopada 1909 roku został położony kamień węgielny pod budowę świątyni. Kościół został ufundowany przez siostrę franciszkankę z klasztoru św. Maurycego w Monastyrze w Westfalii hrabinę Fiedinę von Schafftgotsch z pomocą swojego brata hrabiego Fryderyka, która przeznaczyła w tym celu swój posag.

## Architektura

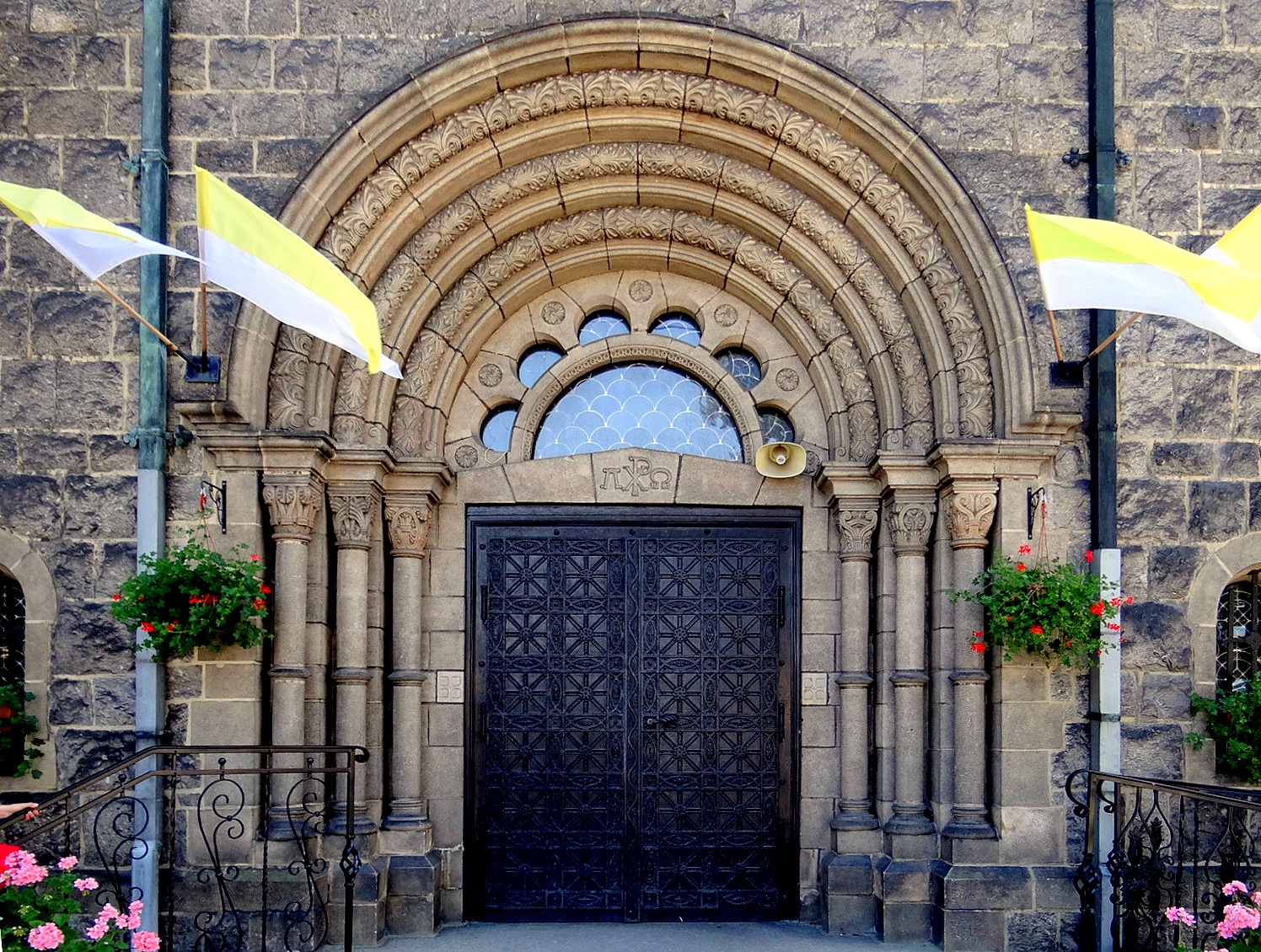
Portal

Jest to budowla wzniesiona w stylu neoromańskim. Wybudowano ją jako kamienną bazylikę posiadającą podwójny transept i zwieńczoną półkolistymi absydami oraz prezbiterium z absydą. Na osi znajduje się wieża na planie kwadratu nakryta namiotowym dachem, nawa nakryta jest dwuspadowym dachem. Świątynia charakteryzuje się bogatym detalem kamiennym: portalem uskokowym, obramieniami okiennymi w tym triforiami na wieży, fryzami arkadowymi i gzymsami. W dniu 18 października 1910 roku została zakończona budowa wieży i zostały na niej zawieszone dwa dzwony odlane w Bochum, dedykowane Najświętszej Maryi Pannie i św. Antoniemu.

## Wyposażenie
W 1911 roku zostało ukończone wyposażanie świątyni. W centrum został umieszczony ołtarz w stylu neoromańskim, w oknach zostały wprawione witraże figuralne; została ustawiona chrzcielnica oraz zostały zamontowane organy. Świątynia posiada drewniane wyposażenie wykonane z czarnego dębu bawarskiego, składają się na nie: ołtarz, ambona, ołtarze boczne, prospekt organowy, ławki, konfesjonały, stalle. Stacje drogi krzyżowej zostały wykonane w formie fresków. Szklane żyrandole zostały wykonane w hucie Schafftgotschów.